# کولین لی
 کولین لی  (به انگلیسی: Colin Lee) (زاده ۱۲ ژوئن ۱۹۵۶ - ترکای) بازیکن سابق فوتبال اهل انگلستان است. وی سابقه عضویت در باشگاه چلسی و تاتنهام را دارد.